# Imerio Massignan
Imerio Massignan (Altavilla Vicentina, 2 januari 1937 – Novi Ligure, 3 mei 2024) was een Italiaanse wielrenner. Hij was een zeer sterke klimmer die voor het eerst indruk maakte in 1960 toen hij zowel top 10 haalde in de Giro als de Tour. Hij werd 4e in de Giro en 10e in de Tour. In de jaren nadien heeft hij een paar mooie ereplaatsen behaald in de Giro en Tour. Hij werd een keer 2e in de Giro en 4e in de Tour en won als eerste een bergrit die eindigde op Superbagnères. In de Tour behaalde hij tweemaal in het bergklassement de eindzege. Toch heeft hij nooit helemaal de verwachtingen kunnen waarmaken.
Massignan overleed op 3 mei 2024 op 87-jarige leeftijd aan een beroerte.

## Belangrijkste overwinningen
1960
- Bergklassement Tour de France

1961
- 16e etappe Tour de France
- Bergklassement Tour de France

1965
3e etappe Ronde van Catalonië
1968
?e etappe Ronde van Catalonië

## Resultaten in voornaamste wedstrijden
| Jaar | Ronde van Italië | Ronde van Frankrijk | Ronde van Spanje |
| ---- | ---------------- | ------------------- | ---------------- |
| 1959 | 5e               |                     |                  |
| 1960 | 4e               | 10e                 |                  |
| 1961 | 11e              | 4e (1)              |                  |
| 1962 | ↑                | 7e                  |                  |
| 1963 | 7e               |                     |                  |
| 1965 | 9e               |                     |                  |
| 1966 | 19e              |                     |                  |

| Jaar | Milaan-San Remo | Ronde van Lombardije |  | WK op de weg |  | Wereldranglijsten |
| ---- | --------------- | -------------------- |  | ------------ |  | ----------------- |
| 1959 |                 | 21e                  |  |              |  |                   |
| 1960 | 34e             | 8e                   |  | 4e           |  |                   |
| 1961 | 64e             | Zilver               |  | 14e          |  | 5e (SPP)          |
| 1962 | 75e             | 18e                  |  |              |  | 6e (SPP)          |
| 1963 |                 | 18e                  |  |              |  |                   |
| 1965 |                 | 20e                  |  |              |  |                   |
| 1966 |                 | 13e                  |  |              |  |                   |